# Mario Riquelme Muñoz
Mario Roberto Riquelme Muñoz (Antofagasta, 21 de febrero de 1928-5 de octubre de 2019) fue un obrero y dirigente sindical chileno.

## Estudios
Realizó sus estudios primarios, en la Escuela Superior de Hombres de Antofagasta, donde cursó sólo hasta Sexta Preparatoria. Desde entonces, se inició en el ámbito laboral, trabajando como obrero electricista. 

## Actividades Políticas
Inició sus actividades políticas al integrarse al Partido Comunista siendo además miembro de organizaciones gremiales de obreros. 
Se desempeñó como Presidente del Sindicato Industrial de la Oficina Salitrera María Elena (1951-1953) y fue Secretario General de la CUT en el departamento de Tocopilla. 
En 1953 fue elegido alcalde de Tocopilla hasta 1955; posteriormente, en 1959 regidor por esta misma ciudad, ejerciendo hasta 1969.

## Gestión parlamentaria
En 1969 fue elegido diputado, por la agrupación departamental de Antofagasta, Tocopilla, El Loa y Taltal, para el período 1969-1973; integró la Comisión Permanente de Economía, Fomento y Reconstrucción.
Tras el Golpe de Estado del 11 de septiembre de 1973 pasó a la clandestinidad junto a otros miembros del Partido Comunista de Chile que fueron perseguidos por la Dictadura.
Fue detenido por la Policía de Investigaciones y entregado a la Dirección de Inteligencia Nacional (DINA) el año 1975, siendo detenido por 3 meses en Villa Grimaldi, donde fue torturado. Fue detenido también por la Central Nacional de Informaciones (CNI) en el año 1987, cuando se aprestaba a participar en la asamblea parlamentaria, celebrada en Chile en ese año. Permaneció detenido en la Penitenciaría de Santiago y posteriormente en la Cárcel Pública de la capital, donde recuperó su libertad en octubre de 1988.

## Historia electoral

### Elecciones parlamentarias 1969
- Elecciones Parlamentarias de 1969 para la 2ª Agrupación Departamental, Antofagasta.[2]

| Candidato                     | Pacto                    | Partido | Votos  | % | Resultado |
| ----------------------------- | ------------------------ | ------- | ------ | - | --------- |
| Eduardo Clavel Amión          | PR                       | PR      | 10 410 | - | Diputado  |
| Hugo Robles Robles            | Frente de Acción Popular | PC      | 8715   | - | Diputado  |
| Juan Floreal Recabarren Rojas | PDC                      | PDC     | 6308   | - | Diputado  |
| Juan Argandoña Cortes         | PDC                      | PDC     | 4964   | - | Diputado  |
| Pedro Araya Ortiz             | PDC                      | PDC     | 3999   | - | Diputado  |
| Mario Riquelme Muñoz          | Frente de Acción Popular | PC      | 3862   | - | Diputado  |
| Rubén Soto Gutiérrez          | PR                       | PR      | 2310   | - | Diputado  |